# Ираклийская митрополия
Ираклийская митрополия (Гераклейская митрополия, греч. Ιερά Μητρόπολη Ηρακλείας, также Фраки́йская митрополия) — одна из древнейших митрополий Константинопольской православной церкви с центром в современном городе Мармара Эреглиси.
В IV веке, в связи с переносом столицы империи в Константинополь, из Гераклейской митрополии была выделена столичная Константинопольская епархия.
В XX веке митрополия приобрела ранг титулярной и занимает почётную высокую ступень в иерархии Константинопольского патриархата.

## Епископы
- Апеллий, апостол от 70-ти (ок. 100)
- Домитий (138—161)
- Филипп (264—305)
- Педерос (325—343)
- Феодор (343—358)
- Гипатиан (358)
- Дорофей (369)
- Павел (382—402)
- Серапион (402)
- Евгений
- Фритил (431)
- Саввин (449)
- Кириак (451)
- Иоанн I (459)
- Феофил I (518)
- Иоанн II (520)
- Константин (536—552)
- Мегефий (553)
- Феофил II (680)
- Лев I (783—806)
- Иоанн III (879—889)
- Димитрий (905)
- Анастасий (933)
- Никифор (959)
- Иоанн IV (997)
- Никита (XI век)
- Иоанн (кон. XII — нач. XIII)
- Филофей Коккинос (1347—1364)
- Антоний (1430-е)
- Дионисий I (1591-1600)
- Неофит (1636)
- Иоанникий (1639[2]-1646)
- Мефодий (1668)
- Неофит V (15 мая 1689 — 20 октября 1707)
- Геннадий Леросец[греч.] (25 февраля 1714 — 19 октября 1718)
- Каллиник (1757)
- Мефодий II (6 ноября 1760 — ноябрь 1794)
- Мелетий (ноябрь 1794 — 19 сентября 1821)
- Игнатий (Стараверос) (сентябрь 1821 — июль 1830)
- Дионисий II (июль 1830 — июль 1848)
- Панарет (30 июля 1848 — 9 мая 1878)
- Иоанникий (Константинидис) (12 мая 1878 — 25 января 1879)
- Григорий (Павлидис) (27 января 1879 — 6 февраля 1888)
- Герман (Кабакопулос) (8 февраля 1888 — 10 мая 1897)
- Иероним (Горгиас) (13 мая 1897 — 22 мая 1902)
- Григорий (Калидис) (22 мая 1902 — 25 июля 1925)
- Филарет (Вафидис) (21 февраля 1928 — 11 октября 1933)
- Вениамин (Кириаку) (21 октября 1933 — 18 января 1936)
- Фотий (Савваидис) (5 сентября 2002 — 24 июня 2007)